# Takashima (Tokushima)
Takashima (jap. 高島, dt. „hohe Insel“) ist eine japanische Insel der Seto-Inlandsee.

## Geografie
Die 2,63 km² große Insel liegt nordöstlich von Shikoku getrennt durch die Konaruto-Straße („kleine Naruto-Straße“), südlich von Shimada-shima und westlich von Ōge-jima. Das Gewässer zwischen Takashima und letzteren beiden wird Uchi-no-umi (ウチノ海, „innere See“) genannt. Durch Landaufschüttungen zwischen Ōge-jima und Takashima bilden diese heute eine Doppelinsel bei der beide Teile durch einen 50 m breiten Kanal getrennt sind. Zwischen beiden Inseln liegt im Norden das Gewässer Suku-no-umi (スクノ海; 34° 12′ 30″ N, 134° 36′ 30″ O), das durch den Kanal im Süden und eine Schleuse im Norden mit dem Meer verbunden ist.
Von Nord nach Süd durchzieht die Insel ein Bergrücken, deren höchste Erhebung auf der nördlichen Halbinsel mit 99,9 m liegt.
Die Insel bildet den Oberortsteil (ōaza) Narutochō-Takashima (鳴門町高島) der Gemeinde Naruto mit folgenden Unterortsteilen (koaza): Nakashima (中島, „Mittelinsel“) im Norden und die Gebiete östlich des zentralen Bergrückens, Yamaji (山路, „Bergpfad“) für die westliche Seite des Bergrückens, dann im zentralen Inselteil Kita (北, „Nord“) im Norden und Minami (南, „Süd“) im Süden, sowie Takeshima (竹島, „Bambusinsel“) im Nordwesten und Hamanaka (浜中, „Strandmitte“) im Südwesten. Eine Ausnahme bildet Hachikenhama (八軒浜) das sich entlang der Nordhälfte des Wasserkanals mit Ōge-jima erstreckt und zum Oberortsteil Narutochō-Mitsuishi von Ōge-jima gehört, sich jedoch auf Takashima befindet. Zum 31. März 2015 lebten 3980 Einwohner auf der Insel, womit Takashima, obwohl die kleinste der drei Inseln, die größte Bevölkerung besitzt.
Auf der Insel befindet sich die Pädagogische Hochschule Naruto.
Die Große-Konaruto-Brücke (小鳴門大橋, Konaruto-ōhashi) die über die Konaruto-Straße führt verbindet die Insel mit Shikoku. Mit drei weiteren Brücken ist Takashima mit Ōge-jima verbunden.